# Sadunajiwka
Sadunajiwka (ukrainisch Задунаївка; russisch Задунаевка Sadunajewka, rumänisch Dunareanca) ist ein Dorf im Südwesten der ukrainischen Oblast Odessa mit etwa 1600 Einwohnern (2025).

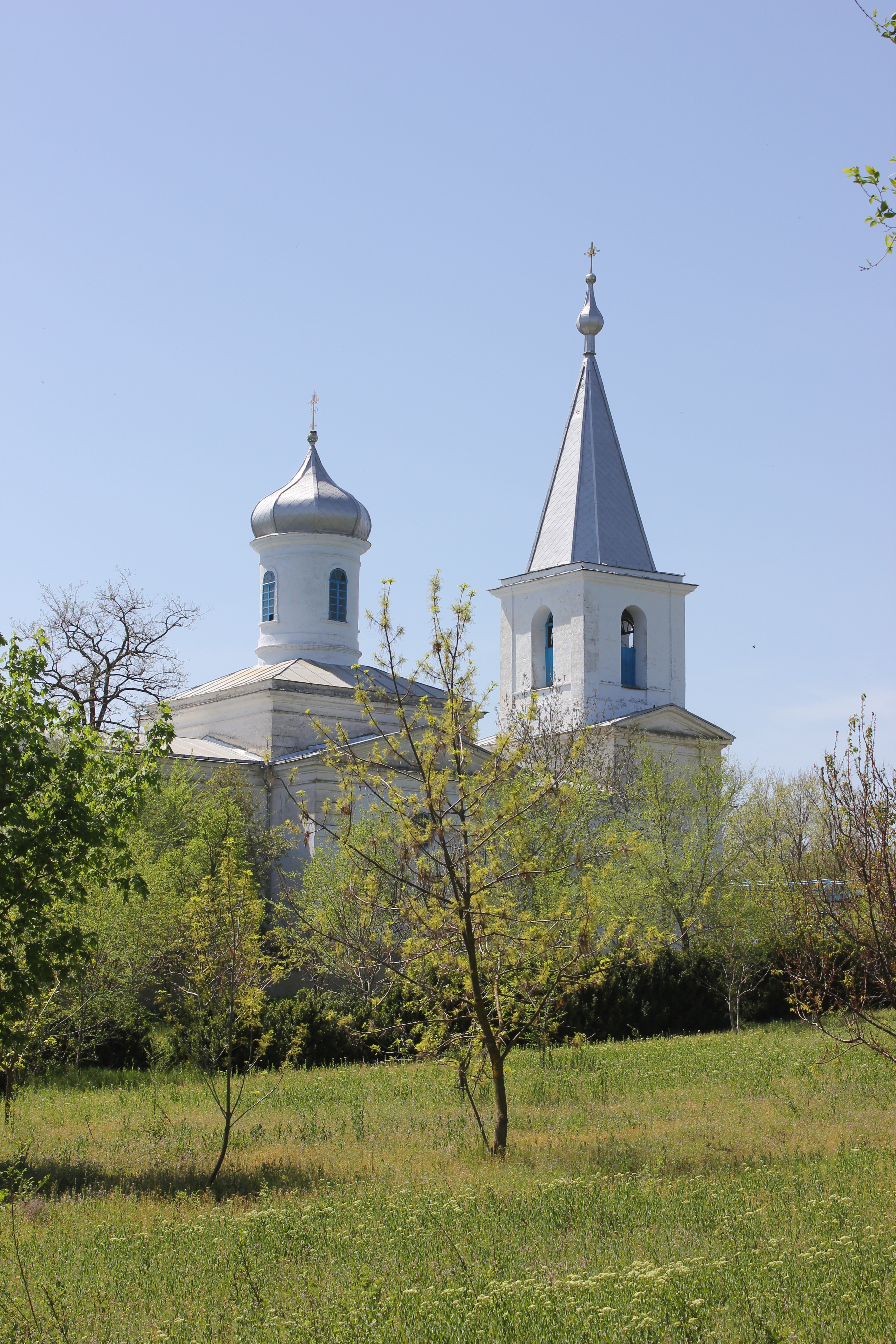
Kirche im Ort

Das 1822 von bulgarischen Siedlern gegründete Dorf hatte 1859 105 Haushalte mit insgesamt 718 Bewohnern und 1870 126 Haushalte mit insgesamt 1500 Einwohnern. Bis zum Jahr 1905 stieg die Zahl der Haushalte auf 278 mit gesamt 2138 Einwohnern.
Das Dorf liegt am Ufer des Kyrhysch-Kytaj (Киргиж-Китай), einem 64 km langen Zufluss des Kytaj-Sees (Китай (озеро)), 32 km südwestlich vom ehemaligen Rajonzentrum Arzys und etwa 170 km südwestlich vom Oblastzentrum Odessa. 
Bei Sadunajiwka kreuzen sich die Territorialstraßen T–16–08 und T–16–45.
Am 12. Juni 2020 wurde das Dorf ein Teil der Stadtgemeinde Arzys; bis dahin bildete es die Landratsgemeinde Sadunajiwka (Задунаївська сільська рада/Sadunajiwska silska rada) im Südwesten des Rajons Arzys.
Seit dem 17. Juli 2020 ist es ein Teil des Rajons Bolhrad.